# Tashi Wangdi
Ne doit pas être confondu avec Tashi Wangdu.
Tashi Wangdi (tibétain : བཀྲ་ཤིས་དབང་འདུས་, Wylie : bkra shis dbang 'dus, né à Ralung le 15 avril 1947 et mort le 1er mai 2025 à Ottawa au Canada) est un homme politique tibétain.
Il est ministre de l'administration centrale tibétaine en exil et le représentant du 14e Dalaï Lama en Amérique du 16 avril 2005 à fin 2008, puis en France et en Europe de janvier 2009 au 17 décembre 2010, date à laquelle il démissionne pour se présenter à l'élection du Premier ministre tibétain de 2011.

## Biographie

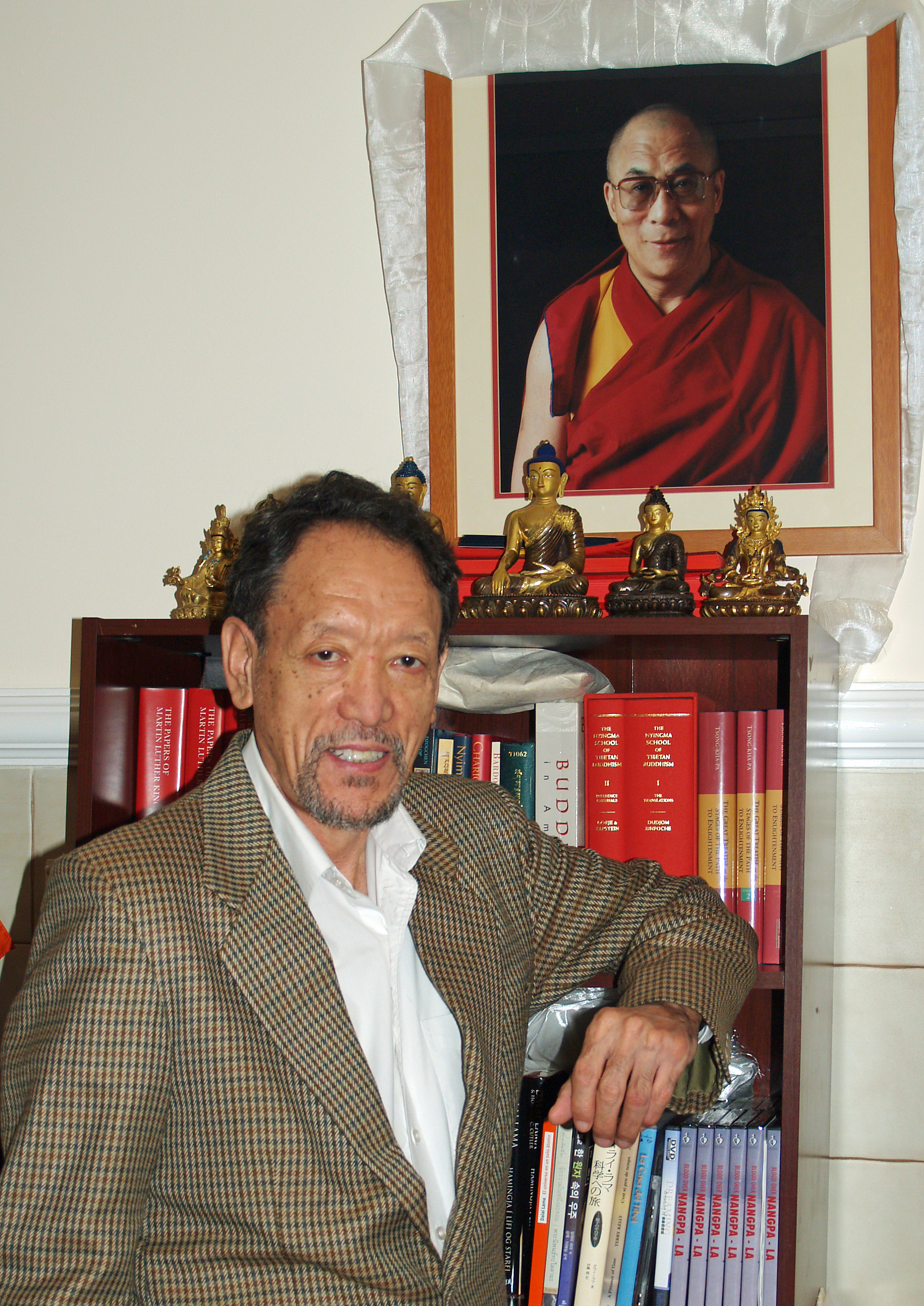
Tashi Wangdi en 2007 par David Shankbone.

Tashi Wangdi est né en 1947 à Ralung où son père est envoyé administrer le monastère quelques années avant de revenir dans son village de Sangnag Chöling (en) situé au sud du Tibet où il a reçu d’une scolarité traditionnelle. À la suite du soulèvement tibétain de 1959, il s'exile en Inde avec ses parents et ses quatre frères et sœurs.
Il poursuit ses études secondaires à l’école pour les enfants tibétains réfugiés à Mussoorie, puis la Wynberg Allen School (en) dans la même ville. En 1966, il commence à travailler au sein du gouvernement tibétain en exil assurant la fonction de traducteur depuis l'anglais vers le tibétain au ministère tibétain de l'Intérieur et de l'Éducation. En 1968, il obtient une bourse et poursuit ses études en Grande-Bretagne où il obtient une licence en sciences politiques et en sociologie à l'université de Durham. En 1974, il retourne en Inde et travaille pour le gouvernement tibétain en exil au sein du ministère de l’Intérieur.
Tashi Wangdi est secrétaire adjoint et secrétaire général du Congrès de la jeunesse tibétaine de 1974 à 1977.
Il a travaillé jusqu'en 1975 à McLeod Ganj (Dharamsala). Par la suite, il a été employé de 1976 à 1987 du bureau du dalaï-lama à New Delhi, où il a été secrétaire, puis en 1977, Représentant de ce même Bureau.
En 1985, il devient ministre et aura la charge de plusieurs portefeuille ministériels en exil incluant ministère de l'Information et des Relations internationales, de l’éducation, de la religion et de la culture, de la sécurité, et de la santé. Essentiellement, il a été ministre des Affaires étrangères jusqu'en 1996, avec une pause de 1990-1991. De 1996 à 2001, il a été ministre de la religion et la culture. Puis il a travaillé de nouveau pour le dalaï-lama à New Delhi.
Dans l'intervalle, en 1988 il est nommé avec Lodi Gyari, à la tête de la délégation officielle dans l'objectif de négocier avec le Gouvernement de la République populaire de Chine, mais ne concrétisera pas. En 2004, il a été membre du groupe de travail qui a mené un  dialogue avec la Chine.
En tant que ministre, Tashi Wangdi assista à la cérémonie d'inauguration à Taïwan de la Fondation des échanges Taïwan-Tibet le 20 janvier 2003 en présence du président de la République de Chine, Chen Shui-bian. Le gouvernement taiwanais avait décidé de démanteler la commission ministérielle des Affaires mongoles et tibétaines, dont les fonctions ont été transférées à la Fondation des échanges Taïwan-Tibet qui servira de canal de communication semi-officiel entre Taipei et le gouvernement tibétain en exil à Dharamsala, en Inde.
En 2005, il était représentant du Tibet à New York pour les pays de l'Amérique et en 2009 il a été transféré à Bruxelles où il est le représentant du dalaï-lama à Paris, pour les relations avec l’Europe occidentale, le Maghreb et les institutions de l’Union européenne.
En 2011, il est un des 6 candidats élus lors de l'élection primaire du Premier ministre tibétain. Ces élections ont été remportées par Lobsang Sangay.

## Famille
Tashi Wangdi rencontre Sonam Deki Sadutshang en 1974 avec qui il se marie en avril 1976 et avec qui il a une fille, Kelsang Yangzom puis un fils, Tsering Dhonden.

## Représentation au cinéma
- Il apparaît dans Tibet - A Case to Answer (1988; Dispatches) un film documentaire de Vanya Kewley (en).

## Accueil critique
Tashi Wangdi a publié son autobiographie, qui pour Vijay Kranti constitue un ajout monumental à une série d'autobiographies tibétaines. Comme l’indique le dalaï-lama dans la préface de ce livre : « Ce livre met en lumière l’histoire contemporaine du Tibet à travers les yeux d’un individu qui a activement participé à son développement. »

## Publication
- (en) My Life - Born in Free Tibet, Served in Exile, préface  dalaï-lama, Library of Tibetan Works and Archives, 2024,  (ISBN 8197030472 et 9788197030475)